# فرد د. شيبرد
فرد د. شيبرد (بالإنجليزية: Fred D. Shepard)‏ هو طبيب أمريكي، ولد في 11 سبتمبر 1855 في إلينبورغ في الولايات المتحدة، وتوفي في 18 ديسمبر 1915 في أينتاب في أرمينيا.

## النشأة
ولد فريد دوغلاس شيبرد في إلينبورغ ، نيويورك في 11 سبتمبر 1855. تلقى تعليمه المبكر في أكاديمية فرانكلين ، واستمر في جامعة كورنيل ثم في جامعة ميشيغان ، وتخرج بشهادة الطب عام 1881.

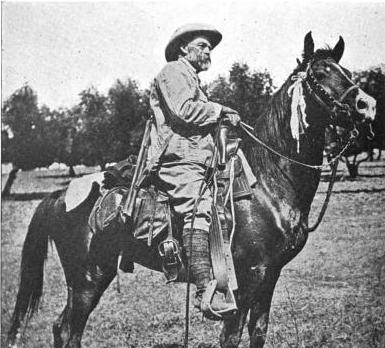
سافر فريد شيبرد على ظهر الخيل إلى قرى الأناضول التي لا توجد بها مستشفيات من أجل زيارة المرضى

في عام 1882 ، انتقل شيبرد إلى الإمبراطورية العثمانية مع زوجته وعمل في مستشفى أزاريا سميث الطبي الملحق بكلية تركيا الوسطى في عينتاب . خلال فترة وجوده في المستشفى ، خدم شيبرد المرضى من العديد من الأعراق والديانات المختلفة. قام شيبرد بتعليم السكان المحليين ، بما في ذلك عدد من الأرمن ، المهارات والتقنيات الطبية الفعالة. شهد الإبادة الجماعية للأرمن أنقذ العديد من الأرواح خلال الإبادة الجماعية . كان معروفًا بشكل خاص بمحاولة إقناع السياسيين الأتراك بترحيل الأرمن كان شيبرد أحيانًا يدير شؤونه الطبية على ظهور الخيل أثناء العمل خارج خيمة ويعالج مرضاه بغض النظر عن دينهم وعرقهم.